# Anahí Promo Tour
Anahí Promo Tour o El Universo Conspira: Pocket Show es un tour promocional, consiste en una serie de presentaciones cortas de la cantante y actriz Anahí que ocurren durante el 2009 hasta 2011
Anahí Promo Tour sirve para promover el nuevo sencillo de Anahí, «Mi delirio», y también sus futuros trabajos. La gira se presentará por Estados Unidos, Brasil y México.
Las entradas se agotaron en la primera semana en Río de Janeiro y en São Paulo.

## Antecedentes y desempeño
El comienzo de sus presentaciones promocionales inició en Premios Juventud 2009, donde presentó por primera vez su sencillo «Mi delirio», sobre lo que argumentó «Todo ha sido un delirio, una locura [...] En aquellos premios quise presentar mi evolución, dar a probar un simple sorbo de mi carrera como solista tras RBD y pensé que no perdía nada por mostrar algo de lo que quería hacer».
Luego de que la cantante anunciara su regreso a Brasil, el 5 de octubre de 2009 sube a su cuenta oficial en Youtube un video que muestra a Anahí en el aeropuerto a solo minutos de viajar a dicho país. Anahí fue subiendo videos en su cuenta AnahiChannelOne de cada una de sus presentaciones y llegadas a cada ciudad, mostrando un poco de su paso por Brasilia, Recife, Salvador, Porto Alegre, Belo Horizonte, Sao Paulo y Río de Janeiro.
Durante una entrevista con la revista brasileña Capricho, la cantante confirma la venta de todos los boletos relacionados con los Pocket Shows, además de anunciar que los boletos vendidos fueron donados a organizaciones que combaten los Trastornos alimenticios. Sobre la vestimenta utilizada en los Pocket comentó «Ahora para los Pockets estoy muy normal por que estoy haciendo algo que es algo muy casual, algo para conocer a los fans, para cantar una canción. Si te fijas ni siquiera esta planeado, yo llego y les digo 'cual quieren cantar' y con la guitarra cantamos. Algo muy muy bueno, por que es muy en confianza [...] Ahora me gusta mucho esto, por que es como mucho más casual, como más en familia».
El 24 de octubre de 2009, se presenta por primera vez en México, antes de cantar «Sálvame» comentó «Por primera vez me presento a cantar desde ese gran sueño que fue RBD, quiero que recuerden conmigo esta canción».

## Repertorio

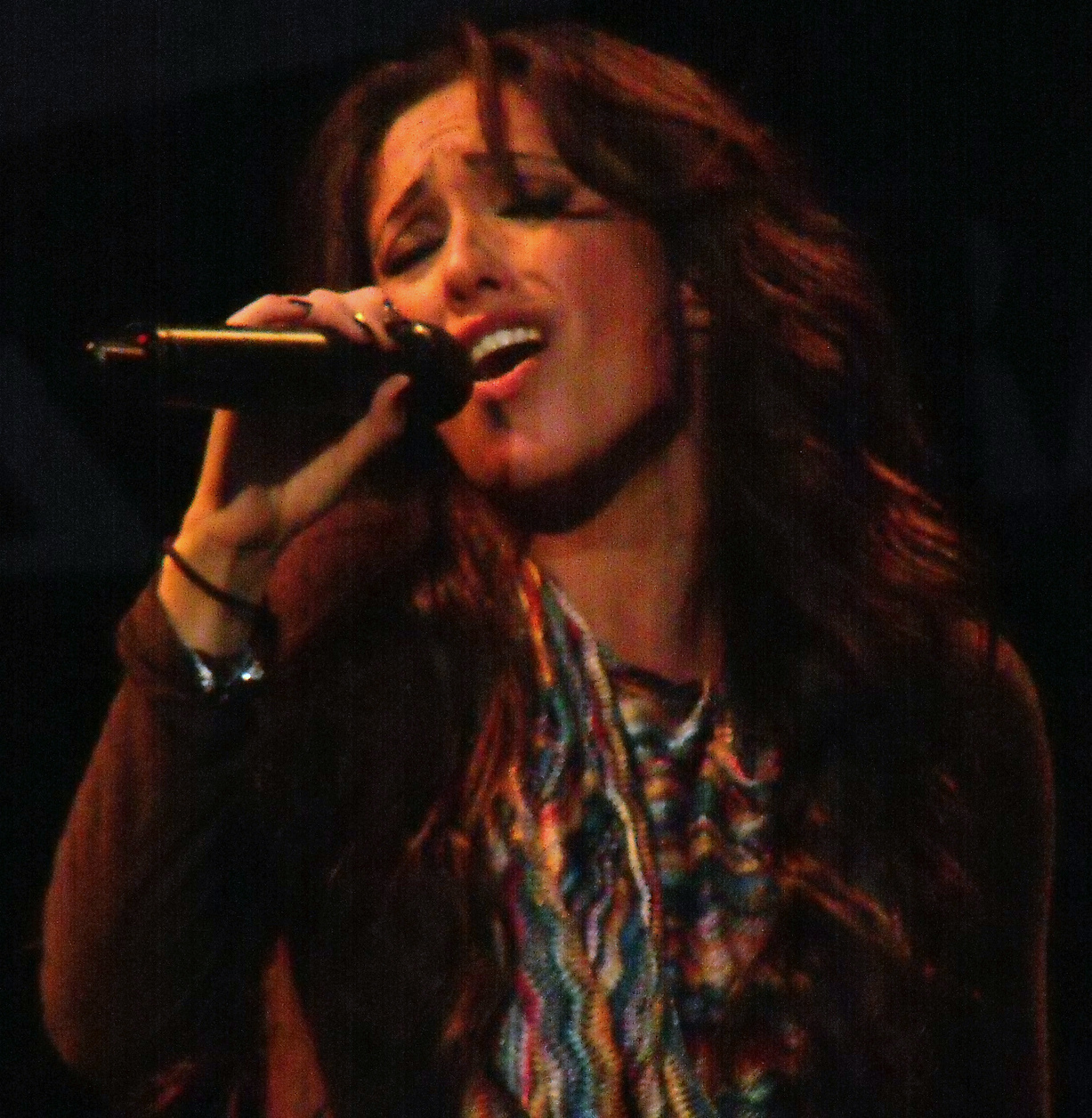
Anahí durante su concierto en Porto Alegre, 2010.

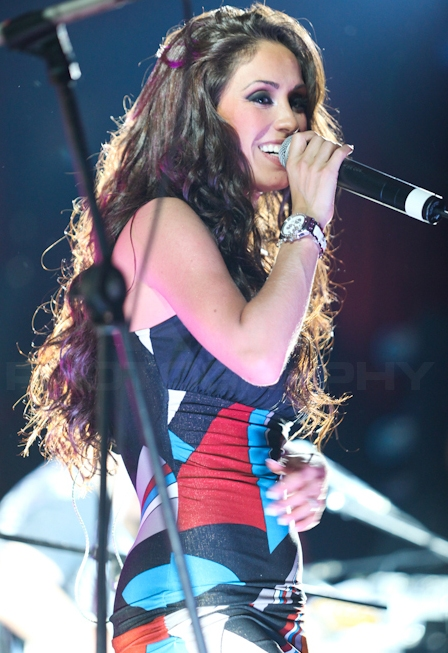
Anahí durante su concierto en Tijuana, 2010.

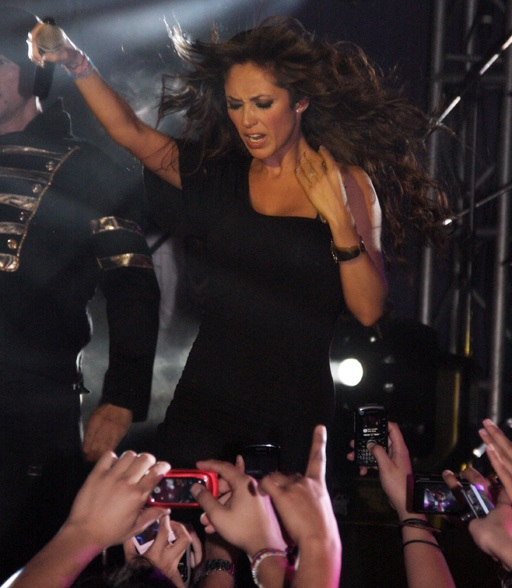
Anahí durante su concierto en Puebla, 2010.

### 2009
- "Algún Día"
- "Así Soy Yo"
- "Desapareció"
- "Extraña Sensación"
- "Mi Delirio"
- "No Digas Nada"
- "Rebelde"
- "Sálvame"
- "Ser O Parecer"
- "Tal Vez Después"
- "Te Puedo Escuchar"
- "Tras de Mí"
- "Un Poco De Tu Amor"

### 2010-2011
- "Aleph"
- "Alérgico"
- "Hasta Que Llegues Tú"
- "Me Hipnotizas"
- "Mi Delirio"
- "Ni Una Palabra"
- "No Te Quiero Olvidar"
- "Para Qué"
- "Te Puedo Escuchar"
- "Pobre Tu Alma"
- "Quiero"
- "Sálvame"

## Presentaciones
| Primera Parte           |                  |                |                     |
| 7 de agosto de 2009     | Brasília         | Brasil         | Trend               |
| 8 de agosto de 2009     | Recife           | Brasil         | Nox                 |
| 9 de agosto de 2009     | Salvador         | Brasil         | Madrres             |
| 10 de agosto de 2009    | Río de Janeiro   | Brasil         | The Week            |
| 11 de agosto de 2009    | Río de Janeiro   | Brasil         | The Week            |
| 12 de agosto de 2009    | Porto Alegre     | Brasil         | Bar Opinião         |
| 13 de agosto de 2009    | Belo Horizonte   | Brasil         | Music Hall          |
| 14 de agosto de 2009    | São Paulo        | Brasil         | Carioca Club        |
| 15 de agosto de 2009    | São Paulo        | Brasil         | Carioca Club        |
| Segunda Parte           |                  |                |                     |
| 24 de abril de 2010     | Tuxtla           | México         | El Escenario        |
| 6 de julio de 2010      | Guadalajara      | México         | La Marcha Discoteca |
| 7 de julio de 2010      | San Diego        | Estados Unidos | House of Blues      |
| 9 de septiembre de 2010 | Puebla           | México         | RK Puebla           |
| 6 de octubre de 2010    | Fortaleza        | Brasil         | Siará Hall          |
| 7 de octubre de 2010    | Brasília         | Brasil         | Hype Lounge         |
| 11 de octubre de 2010   | Porto Alegre     | Brasil         | Opinião             |
| 18 de octubre de 2010   | Ciudad de México | México         | Voila Antara        |
| 20 de octubre de 2010   | Tijuana          | México         | Tiffanys            |
| 9 de febrero de 2011    | Ciudad de México | México         | Amapola Cabaret     |
| 30 de abril de 2011     | Monterrey        | México         | Element Live Bar    |
| 23 de julio de 2011     | Monterrey        | México         | Roomies Club        |